# Крук (окръг, Орегон)
Вижте пояснителната страница за други значения на Крук.
Окръг Крук (на английски: Crook County) е окръг в щата Орегон, Съединени американски щати. Площта му е 7736 km², а населението - 19182 души (2000). Административен център е град Прайнвил.